# Wang Tiecheng
Wang Tiecheng (王鐵成S, Wáng TiěchéngP; Pechino, 9 agosto 1936 – Pechino, 21 giugno 2024) è stato un attore e politico cinese.
In occasione del centenario della nascita dell'industria cinematografica in Cina nel 2005, la China Film Performance Art Academy lo inserì nella lista dei "100 migliori attori in 100 anni di cinema cinese".